# Torreilles
Torreilles (på Catalansk: Torrelles de la Salanca) er en by og kommune i departementet Pyrénées-Orientales i Sydfrankrig. Torreilles er en gammel landbrugsby, hvor man traditionelt har dyrket grøntsager og vin. Siden 1970'erne har turisme også været en væsentlig indtægtskilde på grund af kommunens 4 km lange sandstrand.

## Geografi
Torreilles ligger i Roussillon i det område, som kaldes la Salanque. Kommunen afgrænses mod nord af floden Agly og mod øst af Middelhavet. Den lille flod Bourdigou løber også gennem kommunen. Den gamle by ligger 2-3 km inde i landet, mens den nyere bebyggelse Torreilles-Plage ligger tæt på stranden. Klitlandskabet ved stranden er, som et af få steder i Languedoc-Roussillon, velbevaret og fredet siden 1982.
Mod nord ligger Saint-Laurent-de-la-Salanque (3 km), mod syd Villelongue-de-la-Salanque (4 km) og Sainte-Marie (4 km). Nærmeste større by er mod sydvest Perpignan (12 km).

## Historie
Torreilles nævnes første gang i det 11. århundrede. I 1070 tilhørte byen klosteret Saint-Michel de Cuxa. Nogle årtier senere var byen overgået til den indflydelsesrige Vernet-familie. I 1273 overtog den aragonske konge Jakob I byen.
Den nuværende kirke Saint-Julien-et-Sainte-Basilisse blev indviet i 1912 som erstatning for den gamle kirke på samme sted.
Under den tyske besættelse blev der i 1942-43 bygget 4 bunkere på stranden, som skulle forhindre en allieret landgang. Resterne kan stadig ses.
I begyndelsen af det 20. århundrede lå der nogle få fiskerhytter på stranden ved floden Bourdigous udmunding. I de kommende år blev stedet, som også blev kaldt Bourdigou, populært blandt folk med få midler, der ønskede at bo tæt på stranden. En lille by af simple hytter voksede frem på stranden. Under 2. verdenskrig blev den ryddet af tyskerne, men efter krigen voksede den op igen. I starten af 1970'erne var der omkring 450 hytter og op til 5.000 mennesker om sommeren. Bebyggelsen var en torn i øjet på myndighederne, der i 1976 under store protester påbegyndte en nedrivning af byen, som de erklærede var opført uden tilladelse. Først i 1983 blev de sidste hytter fjernet under politibeskyttelse.
I 60'erne startede den franske regering et stort program, Racine, til udbygning af badebyer langs Languedoc-Roussillons kyst. Her blev Torreilles udlagt som et grønt område tæt på den nye badeby i Port Barcarès. Først i 70'erne blev stranden for alvor brugt af turister, især naturister. Bebyggelsen Torreilles-Plage, som herefter voksede op, ligger trukket tilbage fra stranden.
I 2011 åbnede et stort solcelleanlæg på 12 MW i kommunen.

## Demografi

### Udvikling i folketal
| 1962                                                              | 1968  | 1975  | 1982  | 1990  | 1999  | 2007  | 2015  | 2017  |
| ----------------------------------------------------------------- | ----- | ----- | ----- | ----- | ----- | ----- | ----- | ----- |
| 1.519                                                             | 1.591 | 1.215 | 1.492 | 1.775 | 2.072 | 3.092 | 3.798 | 3.812 |
| Tal fra og med 1962 er uden dobbelttælling (sans doubles comptes) |       |       |       |       |       |       |       |       |